# Люлиета Лешанаку
Люлиета Лешанаку (на албански: Luljeta Lleshanaku) е албанска журналистка, преводачка и поетеса. Тя се счита за една от водещите представителки на съвременната албанска лирика.

## Биография и творчество
Люлиета Лешанаку е родена на 2 април 1968 г. в Елбасан, Албания. Израства като дъшеря на дисиденти в условията на сталинисткия режим на Енвер Ходжа, като семейството ѝ е обвинено в политическа враждебност към Народна социалистическа република Албания и претърпява тежки репресии. След падането на режима завършва албанска филология във Филологическия факултет на Университета в Тирана. По-късно получава магистърска степен от колежа „Уорън Уилсън“.
След дипломирането си работи като главен редактор на седмичното списание „Zëri i rinisë“ (Гласът на младежта), за литературния вестник„Дрита“ (Светлина) и за вестник „Rlindja“ (Раждане). След това работи като директор на научните изследвания в Института за изследване на комунистическия геноцид в Тирана.
Първата ѝ стихосбирка „Preludë poetike“ (Поетична прелюдия) е публикувана през 1990 г. на няколко езика.
През 1994 г. стихосбирката ѝ „Këmbanat e së dielës“ (Неделни камбани) е отличена през 1996 г. с международната награда за лирическа поезия на американското периодично издание „Vision“.
През 1996 г. получава наградата за най-добра книга на годината от издателство „Еврорилинджа“ за стихосбирката „Gjysëmkubizëm“ (Полукубизъм). През 1999 г. участва в Международната програма за писатели в университета в Айова.
През 2000 г. получава албанската държавна награда за литература „Сребърно перо“.
През 2009 г. е отличена за поезията си на Международния литературния фестивал „Kristal Vilenica“ в Словения, като става първата албанска поетеса, носителка на наградата за европейски поети – „Кристалната награда“.
През 2013 г. е обявена за автор на годината на панаира на книгата в Тирана и печели панаира на книгата в Прищина.
Стиховете ѝ са публикувани в книги в САЩ, Великобритания, Германия, Полша, преведени са и на френски и италиански език.
Освен работата по собствените си творби прави преводи на американска поезия на албански език, включително на американския поет Джон Ашбъри.
Люлиета Лешанаку живее със семейството си в Тирана.

## Произведения
- Preludë poetike (1990)
- Sytë e somnambulës (1992)
- Këmbanat e së dielës (1994)
- Gjysëmkubizëm (1996)
- Antipastorale (1999)
- Palca e verdhë (2000)
- Fresco: Selected Poetry (2002) – издание в САЩ
- Fëmija i Natyrës (2006)
- Haywire: New & Poems Selected (2011)
- Pothuajse dje (2012)
- Homo antarcticus (2015)
- Ponedjeljak u sedam dana (2015)
- Hapësirë Negative (2018)